# Prachovna (Seletice)
Rybník Prachovna[zdroj?] je rybník o rozloze vodní plochy cca 0,47 ha[zdroj?] ležící na jihovýchodním okraji obce Seletice na potoce Kozačka u silnice III. třídy spojující tuto vesnici s vesnicí Doubravany v okrese Nymburk. Rybník má zhruba obdélníkový tvar o rozměrech cca 100 x 50 m. Rybník slouží pro chov ryb. Pod hrází rybníka se nalézal již od poloviny 18. století vodní mlýn. Mlýn slouží v současné době jako obytný dům.

## Galerie

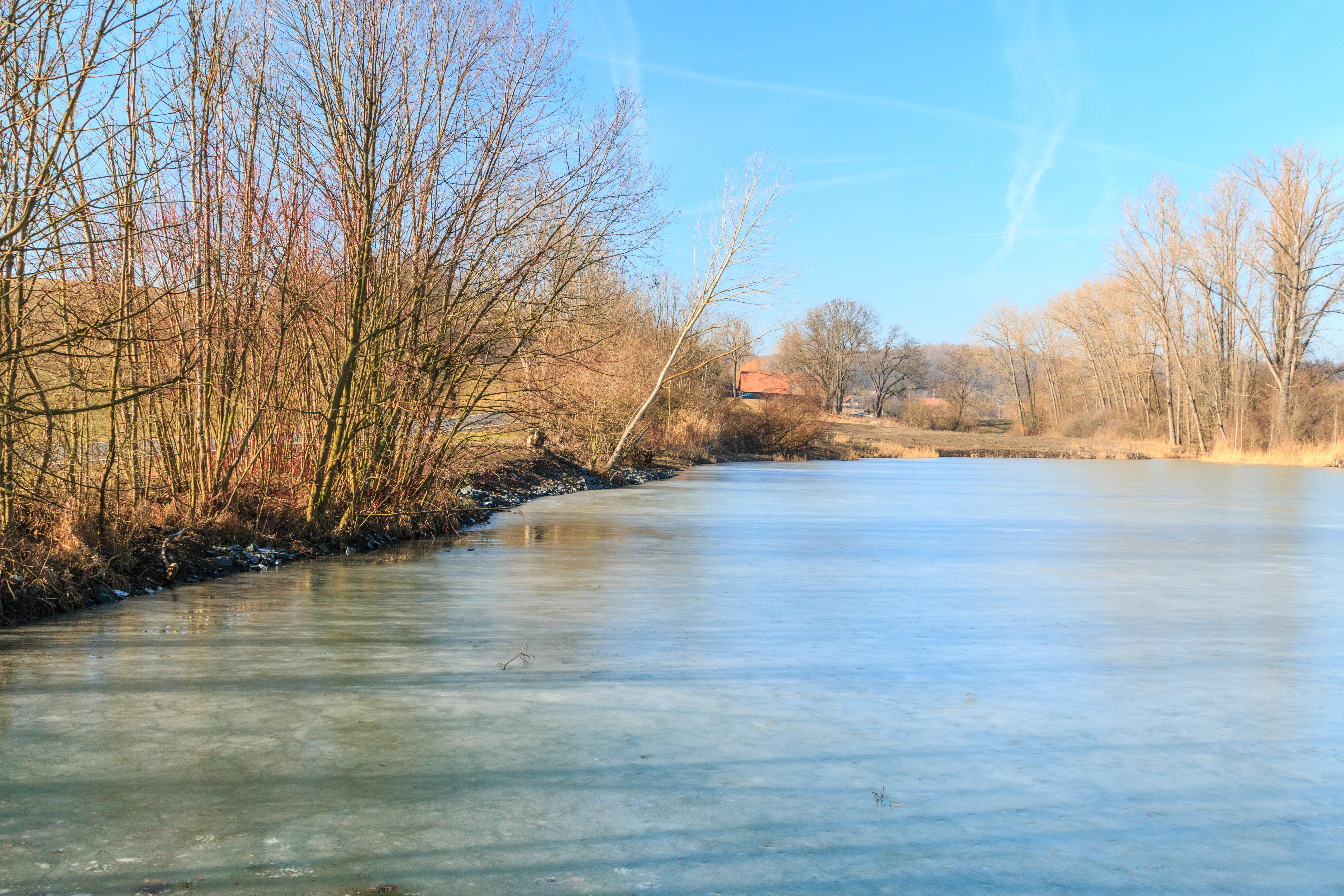
Pohled na rybník Prachovna u Seletic
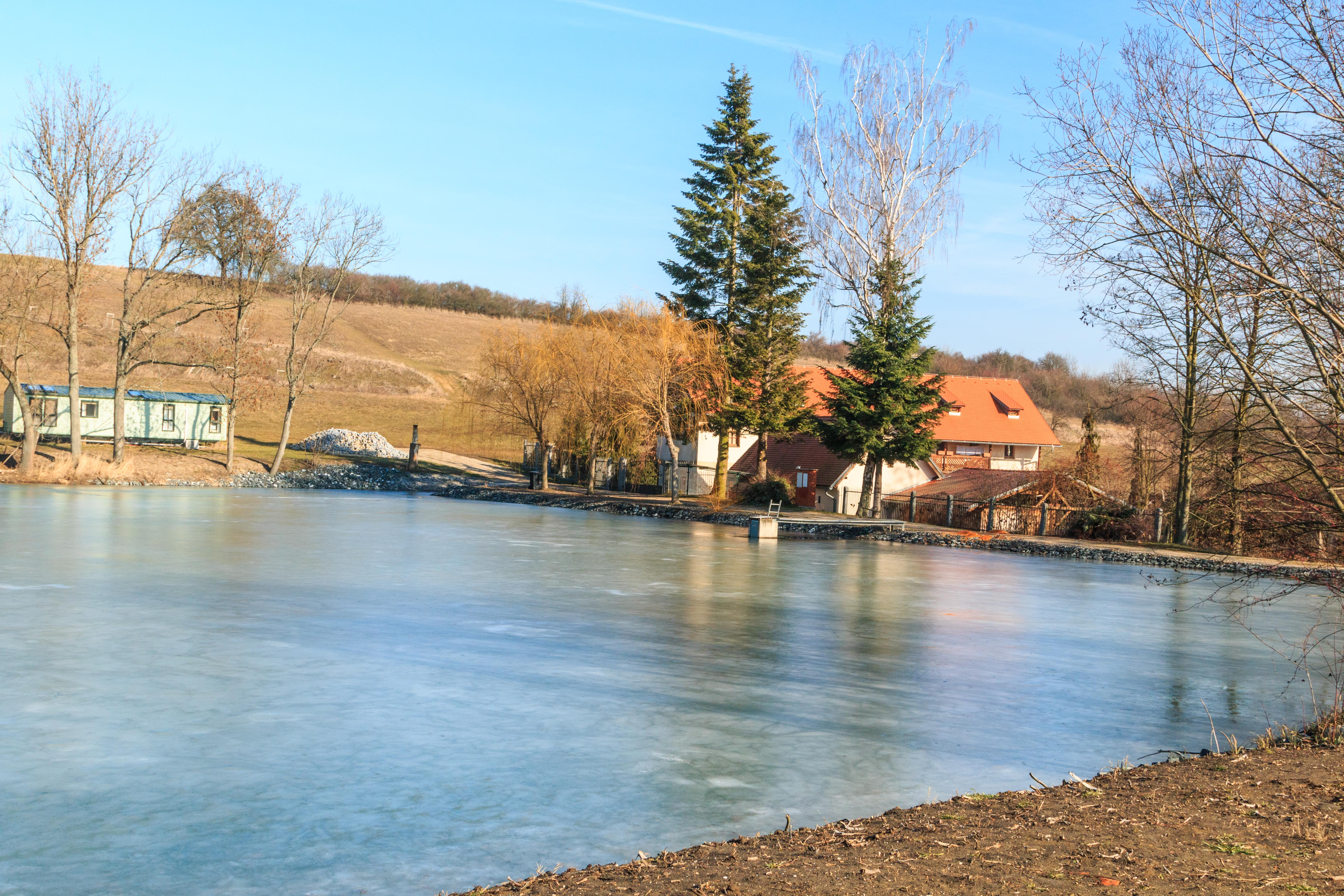
Pohled na rybník Prachovna u Seletic